# Plationus polyacanthoides
Plationus polyacanthoides is een raderdiertjessoort uit de familie Brachionidae. De wetenschappelijke naam van deze soort is voor het eerst geldig gepubliceerd in 1943 door B?rzi?š.